# Eva Rodansky
Eva Rodansky (Naperville (Illinois), 22 maart 1977) is een Amerikaanse langebaanschaatsster. Zij woont in Kearns, Utah.
Zij begon met schaatsen in 1988. In 1995 stopte ze voor zes jaar, omdat er werd gezegd dat ze niet genoeg talent had. In 2001 kwam ze weer terug. In het seizoen van 2003/2004 zette ze de snelste tijd neer op de 10.000 meter, een ongebruikelijke afstand in het vrouwenschaatsen: op 6 maart 2005 scherpte ze die tijd aan tot 15.45,88 in de Utah Olympic Oval in Salt Lake City, de derde tijd ooit gereden.
Rodansky nam drie keer deel aan het kwalificatietoernooi voor de WK Allround voor Noord-Amerika & Oceanië (officieus ook wel aangeduid als de Continentale kampioenschappen). In 2002 werd ze zevende, in  2003 tiende en in 2004 negende. 
Naast schaatsen heeft ze in college aan veldlopen gedaan, en liep ze de marathon van Detroit in 3:37 uur. 

## Schaatsresultaten
| Jaar | "CK" N-Amerika |
| ---- | -------------- |
| 2002 | 07e            |
| 2003 | 10e            |
| 2004 | 09e            |